# Lonchorhina fernandezi
Lonchorhina fernandezi — вид родини листконосові (Phyllostomidae), ссавець ряду лиликоподібні (Vespertilioniformes, seu Chiroptera).

## Середовище проживання
Країни поширення: Венесуела. Проживає в галерейному лісі через савани.

## Звички
Цей вид відомий погано. Харчується комахами. 

## Загрози та охорона
Знищення печер і тунелів є проблемою.